# ニューポート・ニューズ (重巡洋艦)
| USS Newport News (CA-148) |                                                                             |
| 艦歴                      |                                                                             |
| 発注:                     |                                                                             |
| 起工:                     | 1945年11月1日                                                               |
| 進水:                     | 1948年3月6日                                                                |
| 就役:                     | 1949年1月29日                                                               |
| 退役:                     | 1975年6月27日                                                               |
| 除籍:                     | 1978年7月31日                                                               |
| その後:                   | 1993年にスクラップとして廃棄                                                |
| 性能諸元                  |                                                                             |
| 排水量:                   | 基準：17,000 トン 満載：21,500 トン                                         |
| 全長:                     | 716 ft 5 in                                                                 |
| 全幅:                     | 76 ft 3 in                                                                  |
| 吃水:                     | 26 ft                                                                       |
| 機関:                     | ゼネラル・エレクトリック・タービン、4缶、4軸推進、120,000 shp               |
| 最大速:                   | 33ノット                                                                    |
| 航続距離:                 |                                                                             |
| 兵員:                     | 1,200 - 1,300名                                                             |
| 兵装:                     | 55口径203mm3連装砲 3基9門 38口径127mm連装砲 6基12門 50口径76mm連装砲 2基4門 |
| 艦載機:                   |                                                                             |

ニューポート・ニューズ(USS Newport News, CA-148)は、アメリカ海軍の重巡洋艦。デモイン級重巡洋艦の3番艦。艦名はバージニア州ニューポート・ニューズに因む。その名を持つ艦としては2隻目。

## 艦歴
ニューポート・ニューズは1945年11月1日にバージニア州ニューポート・ニューズのニューポート・ニューズ造船所で起工し、1948年3月6日にホーマー・T・ファーガソン夫人によって命名、進水し、1949年1月29日に艦長ローランド・N・スムート大佐の指揮下就役した。ニューポート・ニューズはアメリカ海軍において空調設備が取り付けられた最初の艦であった。
建造直後には20ミリ機関砲12基、76ミリ高角砲20門を有したが、建造直後に20ミリ砲は全廃され、76ミリ高角砲も削減されている。

### 1950 - 1962
1950年から1961年までニューポート・ニューズは第6艦隊に所属し、定期的に地中海に展開し、カリブ海および西大西洋において大規模艦隊演習、士官候補生の訓練巡航を行った。1957年9月初め、ニューポート・ニューズは地中海東部でステーション船として緊迫したシリアにおける偶発事態に備えた。1960年3月、シチリア島75マイル北東を航行中にニューポート・ニューズは、モロッコのアガディールで発生した地震の生存者に対する救援任務を命じられる。平均31ノットで40時間半、1,225海里の距離を航行し3月3日に現地に到着、物資と医薬品の補給を行った。ラファエル・トルヒーヨ将軍が5月30日に暗殺され、ドミニカ共和国の政情が不安定になるとニューポート・ニューズは6月4日にドミニカ沖に向かい、ステーション船として待機する。政情が安定化するとニューポート・ニューズはノーフォークに帰還し、その後はプエルトリコ沖で訓練演習を行った。
1962年の冬に通信設備が近代化され、ニューポート・ニューズは第2艦隊の旗艦となる。1962年8月にNATOの演習 RIPTIDE III に参加、演習が完了すると大西洋打撃艦隊司令部の旗艦として北部ヨーロッパを1ヶ月間巡航した。
ノーフォークへ帰還して1ヶ月以内の10月22日に、ニューポート・ニューズは大西洋艦隊の他の艦艇と共にキューバ危機に伴う海上封鎖に参加した。翌月には第2艦隊司令部の旗艦となり、キューバ北東でステーション船として待機する。ソ連の準中距離弾道ミサイルが分解されキューバから撤去されたとき、ニューポート・ニューズはミサイルの確認を支援した。ミサイル撤去の確認後、ニューポート・ニューズは感謝祭前日に母港ノーフォークに帰還した。

### 1963 - 1974
1963年から1967年までニューポート・ニューズは大西洋でのNATO軍演習、東海岸およびカリブ海での砲術、揚陸訓練、士官候補生の訓練巡航に従事した。1965年にドミニカ共和国で政情不安が発生したとき、ニューポート・ニューズはノーフォークから4月29日にサントドミンゴに向かった。サントドミンゴでニューポート・ニューズは第122統合任務部隊の旗艦であった。その後もサントドミンゴに留まるが、1965年5月7日に艦隊は解体され、指揮権は上陸した陸軍に移譲された。ニューポート・ニューズはノーフォークへ帰還し、6月に戦闘能力向上のための改修が行われた。
1967年9月1日、第2艦隊の指揮官はスプリングフィールド (USS Springfield, CLG-7) に移乗し、ニューポート・ニューズは9月5日にノーフォークを出航、東アジアへ6ヶ月の配備に入る。10月9日に朝にベトナムのダナンに到着、第3巡洋艦駆逐艦隊司令部の旗艦となる。同日夜23:00、シードラゴン作戦の一部として北ベトナムの沿岸目標に対して8インチ主砲による初の艦砲射撃を行った。その後もニューポート・ニューズはベトナム沖合でアメリカ軍および南ベトナム軍支援の艦砲射撃を行った。
ニューポート・ニューズは1968年4月21日にスービック湾を出航し、パナマ運河経由で5月13日に母港のノーフォークに到着した。
12月25日、ニューポート・ニューズは2度目の西太平洋配備に就く。この期間に第70.8.9任務ユニットの一部として、メコン・デルタのベトナム陸軍第7軍および第9軍への支援射撃を行う。その任務は同地域で強化されたベトコンの待避壕を破壊することであった。このときの戦果を航空監視班は以下の通り確認した：
18の壕が損傷、3つが破壊。構築物71が損傷、18が破壊。サンパン15隻が損傷、4隻が破壊。待避壕で二次爆発が生じた。
数回の夜間攻撃が行われたが、損害評価は行われなかった。ニューポート・ニューズはこの任務中、敵の反撃を受けることはなかった。ベトナムでの作戦活動はその後も継続し、ニューポート・ニューズは1972年12月にノーフォークに帰還した。
1973年から1974年にかけてニューポート・ニューズは訓練巡航および世界中の多くの港への親善訪問を行い、1974年10月30日にノーフォークへ帰還した。

### 退役
ニューポート・ニューズは1975年6月27日に退役し、1978年7月31日に除籍された。1993年2月25日にルイジアナ州ニューオーリンズのサザン・スクラップ・マテリアル社にスクラップとして売却された。艦の装備の一部は姉妹艦であるセーラムに展示されている。